# Джурджица (комуна)
Джурджица (рум. Giurgița) — комуна у повіті Долж в Румунії. До складу комуни входять такі села (дані про населення за 2002 рік):
- Джурджица (2525 осіб)
- Курметура (639 осіб)
- Філарет (55 осіб)

Комуна розташована на відстані 201 км на захід від Бухареста, 36 км на південний захід від Крайови.

## Населення
За даними перепису населення 2002 року у комуні проживали 3219 осіб.
Національний склад населення комуни:
| Національність | Кількість осіб | Відсоток |
| -------------- | -------------- | -------- |
| румуни         | 3042           | 94,5%    |
| цигани         | 176            | 5,5%     |
| німці          | 1              | < 0,1%   |

Рідною мовою назвали:
| Мова      | Кількість осіб | Відсоток |
| --------- | -------------- | -------- |
| румунська | 3097           | 96,2%    |
| циганська | 121            | 3,8%     |
| німецька  | 1              | < 0,1%   |

Склад населення комуни за віросповіданням:
| Релігія       | Кількість осіб | Відсоток |
| ------------- | -------------- | -------- |
| православні   | 3209           | 99,7%    |
| бретрени      | 6              | 0,2%     |
| римо-католики | 2              | 0,1%     |
| адвентисти    | 1              | < 0,1%   |
| атеїсти       | 1              | < 0,1%   |